# Aladre (ocell)
L'aladre (Eulacestoma nigropectus) és un ocell passeriforme que ha estat considerat de família dubtosa (Incertae Sedis). Actualment s'incloua a la seva pròpia família dels eulacestòmids (Eulacestomidae Schodde et Christidis, 2014), dins el monotípic gènere Eulacestoma De Vis, 1894.

## Hàbitat i distribució
Habita el sotabosc i matolls de les muntanyes de Nova Guinea.